# Oreanthes glanduliferus
Oreanthes glanduliferus är en ljungväxtart som beskrevs av A. C. Smith. Oreanthes glanduliferus ingår i släktet Oreanthes och familjen ljungväxter. Inga underarter finns listade i Catalogue of Life.